# 82 Batalion Ewakuacji Sprzętu

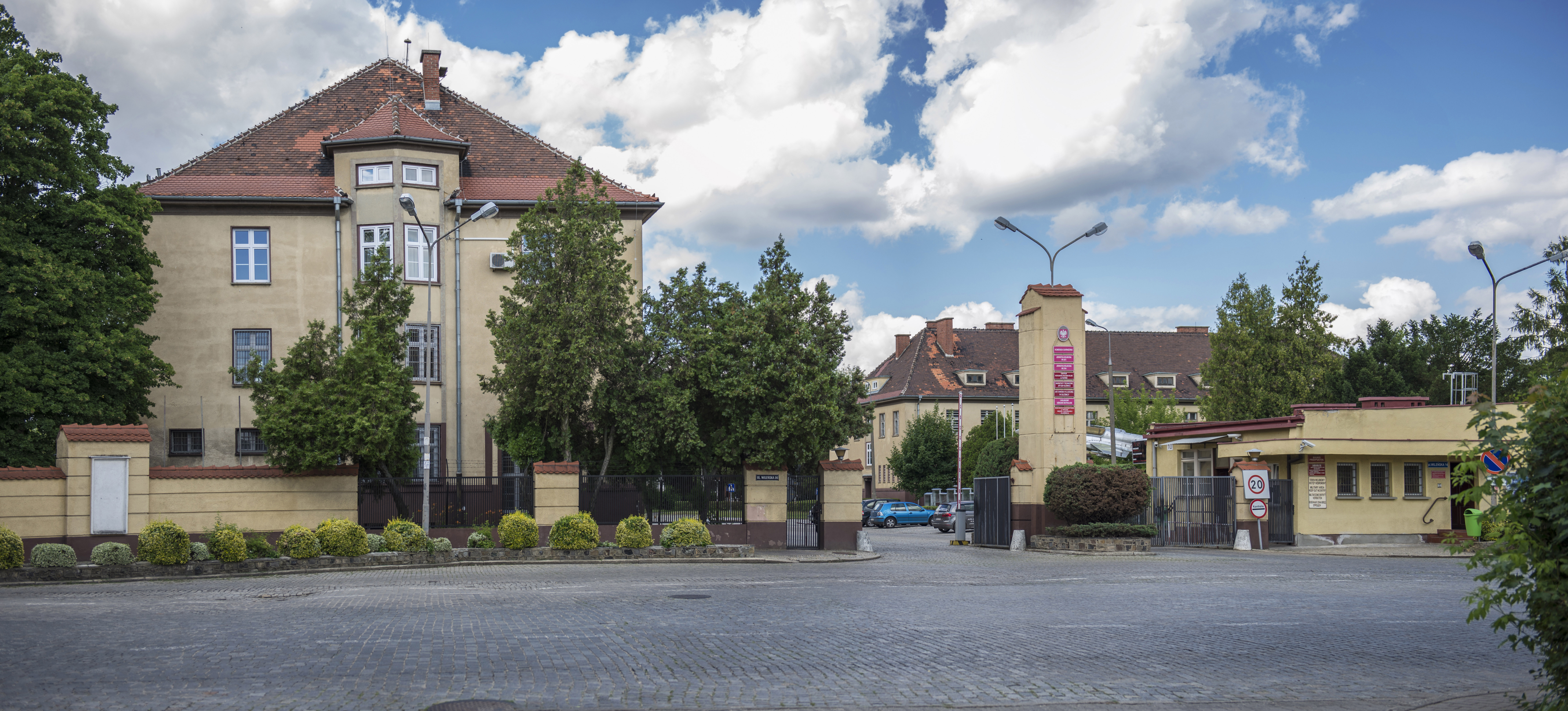
82 bes stacjonuje w Oleśnicy od 2007 roku w kompleksie „Białe Koszary”

82 Oleśnicki batalion ewakuacji sprzętu (82 bes) – jednostka wchodząca w skład 10 Brygady Logistycznej, dyslokowany w Oleśnicy.

## Formowanie i zadania
82 batalion ewakuacji sprzętu został sformowany na podstawie Zarządzenia Nr Z-110/Org./P1 Ministra Obrony Narodowej z dnia 29 grudnia 2006 oraz wykonawczej Decyzji MON Nr Z-1/Org./SSG/ZOiU-P1 z dnia 2 stycznia 2007 oraz wykonawczego Rozkazu Dowódcy Śląskiego Okręgu Wojskowego Nr Z-60/Org. z dnia 26 lutego 2007. 82 bes formowano na bazie 96 kompanii transportu sprzętu ciężkiego osiągając gotowość w drugiej połowie 2007. Był podporządkowany od 2007 Śląskiemu Okręgowi Wojskowemu, od 2011 podlega 10 Opolskiej Brygadzie Logistycznej. Głównymi zadaniami jednostki jest zabezpieczenie transportowe jednostek w rejonie jej odpowiedzialności obejmującym zasięg działania 3 Regionalnej Bazy Logistycznej i 4 Regionalnej Bazy Logistycznej, a także w trakcie likwidacji katastrof i klęsk żywiołowych. 82 bes od 2007 stacjonuje w Oleśnicy.

## Zadania
82 batalion ewakuacji sprzętu przeznaczony jest m.in. do przerzutu na duże odległości ciężkiego gąsienicowego sprzętu i uzbrojenia wojskowego w jej regionie odpowiedzialności. Jednostka jest wyposażona w zestawy niskopodwoziowe może transportować ciężki sprzęt, w warunkach wojennych jednostka odpowiedzialna jest również za ewakuację uszkodzonego sprzętu z pola walki np. za pomocą Wozów Zabezpieczenia Technicznego WZT-2. Pojazdy kołowe, takie jak rosomaki, ewakuuje się hardunem. 82 bes ściśle współpracuje z Wojskową Komendą Transportu z Wrocławia, która planuje, którą trasą mają jechać zestawy batalionu i koordynuje podróż. 82 bes wykonywał zadania podczas ćwiczeń międzynarodowych m.in. na Łotwie, Litwie, Słowacji, Rumunii, Norwegii (międzynarodowe ćwiczenie NATO „Trident Juncture”) i na terenie Niemiec. Jednostka o dużym potencjale transportowym i ewakuacyjnym. Zadania 82 bes:
- rozpoznanie techniczne w zakresie:
  - dróg ewakuacji technicznej;
  - rejonów gromadzenia oraz dróg dojazdu;
  - obiektów cywilnej infrastruktury technicznej;
  - stopnia skażenia terenu;
- weryfikacja i odzysk podzespołów i części z uzbrojenia i sprzętu wojskowego zakwalifikowanego do strat bezpowrotnych;
- wydzielanie sił i środków do Grup Ratunkowo – Ewakuacyjnych na przeszkodach wodnych.

## Tradycje[2]
- decyzją nr 459 z dnia 17 listopada 2014 r. zatwierdzono wzór oznaki rozpoznawczej;
- decyzją nr 173/MON z dnia 17 grudnia 2020 r. zatwierdzono wzór odznaki pamiątkowej;
- decyzją nr 111/MON z dnia 14 sierpnia 2020 r. ustanowiono dzień 18 maja dorocznym świętem jednostki dla upamiętnienia zakończenia walk żołnierzy 23 kompanii transportowej 2 Korpusu Polskiego o Monte Cassino;
- decyzją nr 111/MON z dnia 14 sierpnia 2020 r. nadano nazwę wyróżniającą „Oleśnicki”;
- decyzją nr nr 173/MON z dnia 17 grudnia 2020 r. zatwierdzono wzór proporczyka na beret;
- 6 maja 2022 w Oleśnicy odbyło się uroczyste wręczenie sztandaru.

Insygnia 82 bes
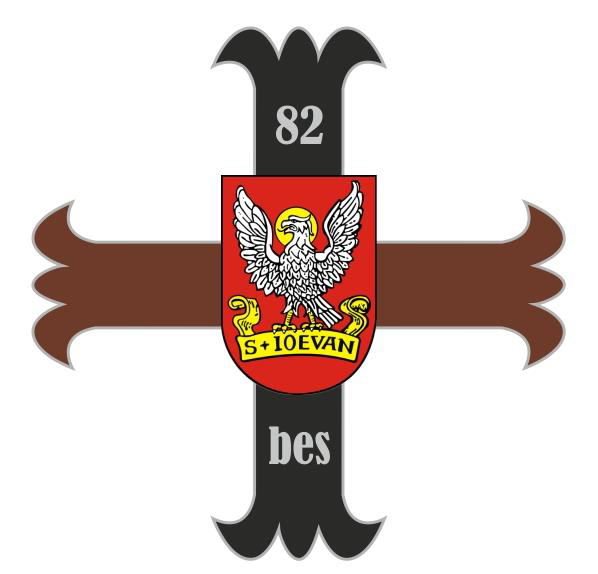
Odznaka pamiątkowa
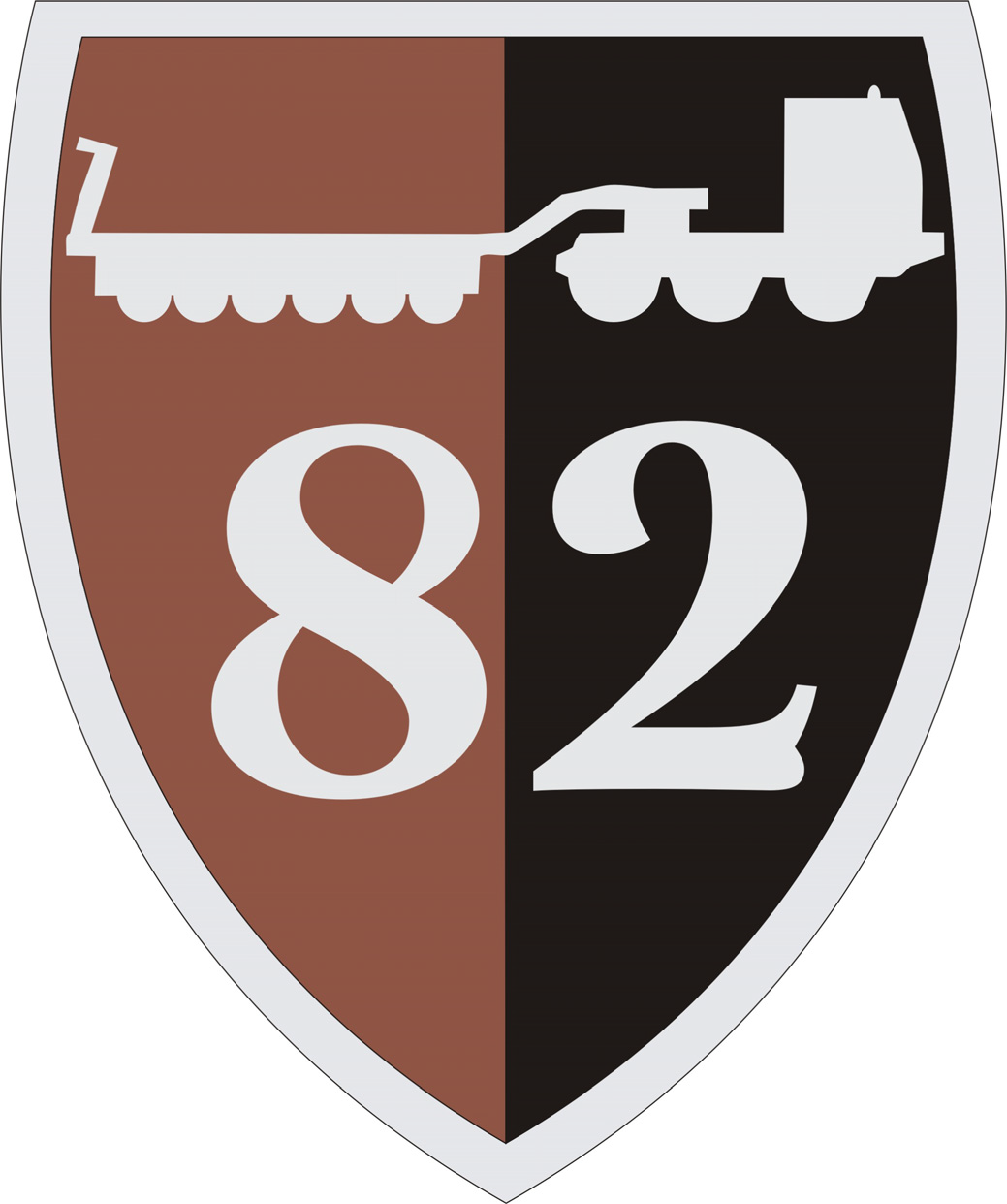
Oznaka rozpoznawcza
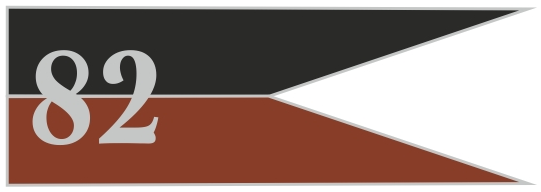
Proporczyk na beret

## Uzbrojenie i wyposażenie
Podstawowe wyposażenie 82 bes:
- ciągnik siodłowy CKE Iveco Trakker AT 720T50WT
- naczepa Zremb niskopodwoziowa Auto-Hit NS 600W
- WZT-2
- Scania CB 8X8 EHZ Hardun z żurawiem hydraulicznym o maksymalnym udźwigu 3900 kg.

## Dowódcy
Dowódcy 82 bes w latach 2007–2024:
- ppłk Waldemar Krakowski (2007–2010)
- ppłk Zbigniew Zieliński (2010–2012)
- ppłk Zdzisław Nowak (2012–2015)
- ppłk Dariusz Zaremba (2015–2017)
- ppłk Astrid Smokowski (2018–2018)
- ppłk Marek Siebert (2018–obecnie)